# Branchinella lithaca
Branchinella lithaca (tên tiếng Anh: Stone Mountain fairy shrimp) là một loài động vật giáp xác thuộc họ Thamnocephalidae. Đây là loài đặc hữu của Hoa Kỳ.